# Monastères de la Visitation d'Annecy
Pour les articles homonymes, voir monastère de la Visitation.
Les monastères de la Visitation sont deux établissements religieux fondés respectivement en 1610 et 1636, et toujours en activité, situés à Annecy, dans le département français de la Haute-Savoie.

## Géographie
Les monastères se sont implantés dans la cité d'Annecy, au cours du XVIIe siècle. La ville est le siège administratif de l'apanage du Genevois qui relève des États de la maison de Savoie.
Le premier monastère dit de la Visitation se situait en dehors de la ville, sur la pointe du versant nord du Semnoz, correspondant à l'actuelle avenue de la Visitation
Le second monastère, occupé actuellement par les sœurs de Saint Joseph, est situé rue de la Providence.

## La fondation de l'ordre de la Visitation
L’ordre de la Visitation est fondé le 6 juin 1610 par François de Sales et Jeanne de Chantal à Annecy, dans une petite maison dite la Galerie toujours visible dans l’actuelle rue de la Providence où Jeanne et ses premières compagnes, Marie-Jacqueline Favre et Jeanne-Charlotte de Bréchard prononcent leurs vœux le 6 juin 1611.

## Le premier monastère

### Histoire
Cette petite maison ne pouvant satisfaire à l’accueil des vocations qui affluent les religieuses s'installent près du lac dans la maison Nicollin qui devient le premier monastère de l'Ordre avec une « églisette bien façonnée » consacrée par saint François de Sales en 1617. Devenue trop petite celle-ci est reconstruite vers 1645. En mars 1793 la communauté est dissoute par la Révolution française et l'église est transformée en manufacture. Rendue au culte en 1923 elle a fait l'objet de restaurations en 2003. Cette église Saint-François qui marque l’emplacement du premier monastère est aujourd’hui l'église de la mission catholique italienne et on peut y voir encore l'emplacement des tombeaux des fondateurs.
Lors de la création de l'évêché d'Annecy en 1822 son premier titulaire monseigneur de Thiollaz acquiert l'année même de sa nomination un terrain rue Royale en périphérie de ville pour y réinstaller les visitandines. Un nouveau monastère est construit en 1824 dont l'église est achevée en 1826. Les 21 et 23 août on y transfère les reliques des deux saints en présence du roi Charles-Félix, de la reine Marie-Christine et de quelque 100 000 fidèles.
La municipalité l’exproprie au début du XXe siècle pour reconstruire un nouvel hôtel des Postes après l'incendie de l'ancien. L'actuelle poste et le square de Stalingrad en situent l'emplacement alors que la communauté reconstruit le monastère actuel sur le versant du Semnoz où elle se transfère avec les reliques des fondateurs de l'Ordre le 2 août 1911. Toujours en activité, le monastère de la Visitation d'Annecy, premier monastère et source de l’Ordre, est le seul à ne pas être fédéré et il n’entretient aucun rapport d’autorité envers les 139 autres monastères de l’Ordre.

### Architecture et description
La basilique de la Visitation qui jouxte la clôture est bâtie entre 1909 et 1930 sur les plans du prix de Rome Alfred-Henri Recoura dans le style typique de la fin du XIXe siècle. Le clocher surmonté d'une croix de bronze de 7 mètres culmine à 72 mètres. La voûte est en plein cintre et la nef repose sur une crypte aux arcs surbaissés dessinée par Henri Adé. Les vitraux évoquent la vie des deux saints fondateurs et la basilique possède un carillon de 38 cloches pesant 8 tonnes.

## Le second monastère

### Histoire
Au début des années 1630, Jeanne de Chantal décide d’édifier à Annecy un second monastère destiné à la formation des futures supérieures. La construction confiée à Nicolas Baytaz débute en 1634 à proximité de la maison de La Galerie, lieu fondateur de l’Ordre, et la nouvelle communauté s’y installe à partir de 1636. Les religieuses en sont expulsées lors de la Révolution française mais le monastère est préservé et continue d'être aujourd'hui une maison religieuse.

Portrait de Madame de Warens, Paris 1730, peinture à l'huile de Nicolas de Largillière. Elle trouve refuge au monastère en 1726.

En 1726 Françoise-Louise de la Tour, dite Madame de Warens y est accueillie à la suite de sa fuite de Vevey. Elle s'y convertit au catholicisme au monastère de la Visitation,,

Le 26 septembre 1726, son mari Sébastien de Loys lui rend visite et à cette occasion elle lui fait donation de tous ses biens, assurant n'avoir quitté son foyer que pour embrasser la foi catholique. L'acte est signé en présence des révérends François Chabod et Amédée Montillet,.
À partir de 1833, les bâtiments sont en effet réoccupés par cinq sœurs de Saint Joseph à la demande de Monseigneur Pierre Joseph Rey, évêque d'Annecy, qui a fait connaissance de cet ordre à Pignerol dont il a été évêque précédemment. C'est la naissance de la congrégation des Sœurs de Saint Joseph d'Annecy dont le monastère de la Providence devient la maison-mère. Depuis celle-ci a essaimé en Inde (1849), en Angleterre (1864), en Suisse (1878). Puis plus récemment en Algérie (1957), au Sénégal (1960), en Tanzanie (2004), au Congo (2012) et au Kenya en 2013.

### Architecture et description
Pour diriger la construction du monastère Jeanne de Chantal fait appel à Nicolas Baytaz, déjà à l'origine du premier monastère de la Visitation. Celui-ci dessine des plans du monastère idéal défini par les deux fondateurs. De ce fait le plan et l’aspect des bâtiments sont le reflet de leur volonté et l’architecture de l'ensemble se caractérise par sa sobriété et sa fonctionnalité. Les historiens de l'art parlent d'une esthétique du renoncement. Les bâtiments sont restés en l'état jusqu'à notre époque ; seule la façade de la chapelle est refaite après 1860 par Léon Charvet, architecte de la préfecture de Haute-Savoie.